# Militärhistorisches Museum Flugplatz Berlin-Gatow
Das Militärhistorische Museum der Bundeswehr – Flugplatz Berlin-Gatow ist eine Außenstelle des Dresdner Militärhistorischen Museums der Bundeswehr. Es beherbergt einen Großteil der luftfahrtgeschichtlichen Sammlung der Bundeswehr und zeigt die Geschichte der militärischen Luftfahrt in Deutschland von 1884 bis in die Gegenwart. Die Sammlung geht auf das einst in Appen bei Hamburg gegründete Luftwaffenmuseum zurück. Neben Großexponaten (Flächenflugzeugen, Hubschraubern, Flugabwehrsystemen und Bodendienstgeräten) werden u. a. Dokumente, Uniformen, Ausrüstungsgegenstände etc. ausgestellt. Medienstationen und eine umfangreiche Filmsammlung ergänzen die Ausstellung und erlauben einen erweiterten Blick auf die Objekte.

## Zielsetzung
Das MHM der Bundeswehr mit Sitz in Berlin-Gatow stellt die Geschichte der militärischen Luftfahrt und Luftkriegsführung in Deutschland von ihren Anfängen bis zur Gegenwart dar und ordnet sie in den historischen Gesamtzusammenhang ein. Dies schließt die Behandlung der Luftkriegsoperationen gegnerischer Streitkräfte in den Weltkriegen gegen Deutschland und die Präsenz fremder Streitkräfte auf deutschem Boden nach 1945 ein. Im Rahmen einer umfassenden Neukonzeption tritt zukünftig die technikgeschichtliche Darstellung noch weiter hinter eine kulturgeschichtliche Annäherung an den Luftkrieg zurück. Themen werden in diesem Sinne sein: Anonymisierung der Täter- und Opferbeziehung im Luftkrieg, veränderte Rollenbilder, Grenzüberwindung und Entgrenzung des Kriegs, Militär und Gesellschaft im 20. Jahrhundert. Die Darstellung der Technik ist in die militärhistorische Darstellung zu integrieren. Das Museum sammelt militärhistorische Sachzeugnisse im Rahmen seines Ausstellungsauftrages.

## Geschichte
Die Geschichte des Museums reicht bis 1957 zurück, als RAR a. D. Fritz Helmut Jaeckel mit dem Sammeln von Uniformen und militärischen Gegenständen begonnen hatte, die er zunächst in einer Traditionsstube auf dem Fliegerhorst Uetersen bei Pinneberg ausstellte. Nachdem seine Sammlung immer größer geworden war, stellte man ihm eine ehemalige Sporthalle auf dem Fliegerhorst zur Verfügung.
1963 wurde das Kuratorium Luftwaffenmuseum Uetersen e. V. gegründet, aus dem später der Förderverein des Luftwaffenmuseum der Bundeswehr e. V. hervorging. Der Verein erhielt 1967 mit ausgemusterten Fluggeräten der Bundeswehr seine ersten Großexponate, die ab 1972 in zwei ausgedienten Hangars ausgestellt wurden.
Am 4. September 1987 übernahm die Bundeswehr die Sammlung, die von nun an Luftwaffenmuseum der Bundeswehr hieß und seit 1994 dem Militärgeschichtlichen Forschungsamt untersteht.
Nachdem der Flugbetrieb zum 30. Juni 1994 auf dem Gelände des Militärflugplatzes Gatow eingestellt wurde, zog das Museum dorthin um und öffnete am 23. September 1995 als „Museum im Aufbau“ erstmals seine Tore. Von 1997 bis 2005 leitete der Militärhistoriker Harald Potempa das Museum.
Im Zuge des allgemeinen Umbaus des Museumswesens der Bundeswehr wurde mit Wirkung vom 1. Juli 2010 die organisatorische Zusammenlegung des Luftwaffenmuseums mit dem Dresdner Militärhistorischen Museum der Bundeswehr beschlossen. Das Museum auf dem Flugplatz Berlin-Gatow bleibt dabei allerdings als eigenständige Außenstelle erhalten.
Bereits im Jahr 2009 wurde das Museum institutionelles Mitglied im Verband der Restauratoren (VdR), und seit Dezember dieses Jahres verfügt es über eine neue akademische Rahmenkonzeption. Damit verbunden ist eine Neukonzeption, die das Museum bis über das Jahr 2020 hinaus beschäftigen wird.

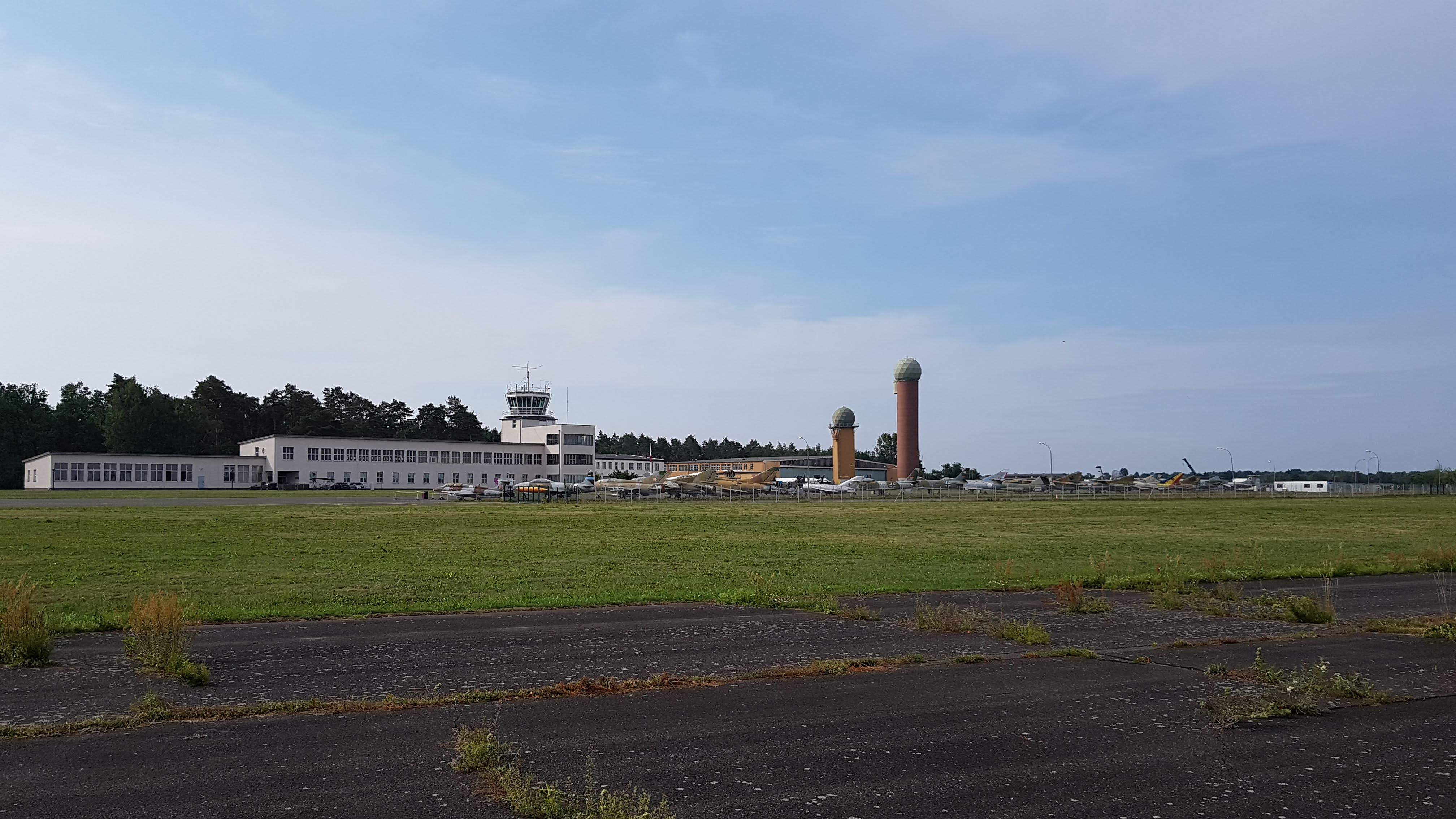
Blick vom ehemaligen Flugfeld auf das Museum

Am 1. Oktober 2011 erfolgte die Umbenennung des Museums in Militärhistorisches Museum der Bundeswehr – Flugplatz Berlin-Gatow. Der neue Name verdeutlicht nicht nur die Zugehörigkeit des Museums zum MHM, sondern trägt auch einer inhaltlichen Erweiterung des Objektbereiches Rechnung: Thema des Museums ist nicht allein die Luftwaffe, sondern Luftkrieg und Militärfliegerei in Deutschland (einschließlich der Heeres- und Marinefliegerei, der Flugabwehr, des Zivilschutzes, der ehemaligen Kriegsgegner und der Alliierten).
2018 wurde bekannt, dass das Museum grundlegend umgestaltet werden soll, so soll auch Hangar 4 Dauerausstellungsfläche werden.
Der aktuelle Leiter des Museums ist Oberstleutnant Ralf-Gunther Leonhardt.

## Ausstellungen/Museumsgelände und -gebäude

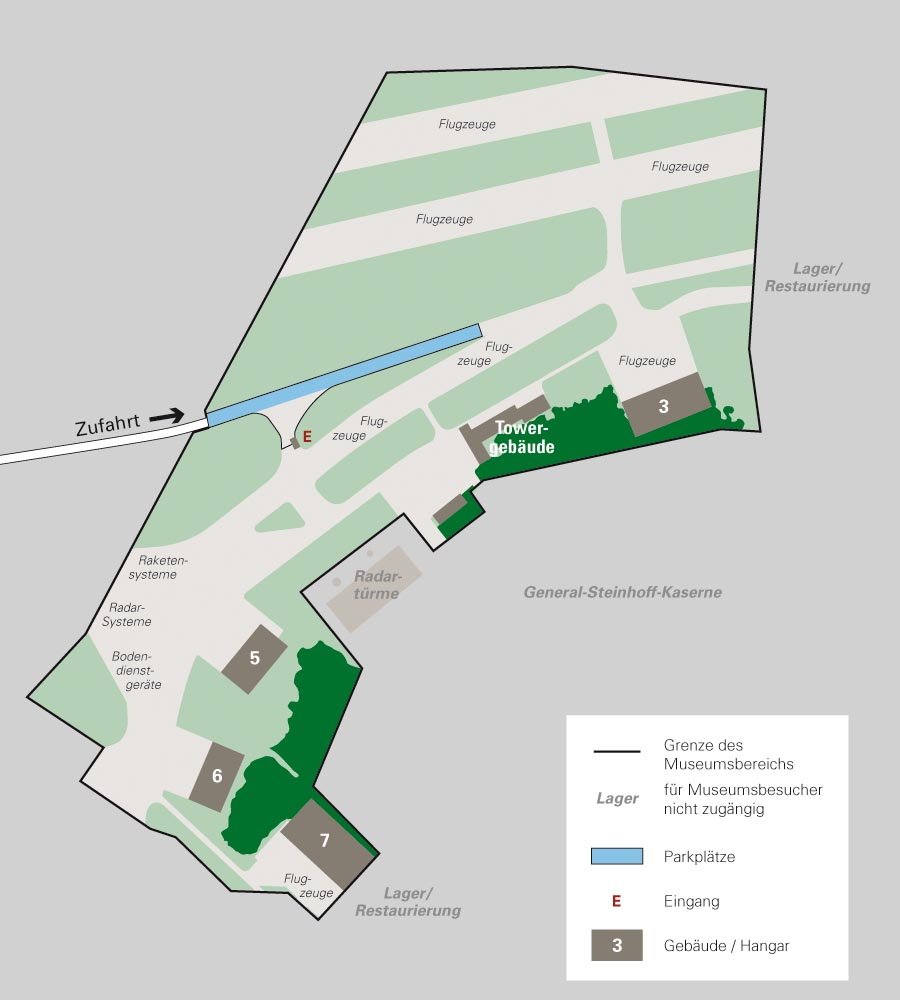
Plan des Museums

Nach verschiedenen Umbauten werden seit dem Jahr 2018 die Großexponate auf dem Freigelände und im Hangar 3 präsentiert. Dort zeigt eine neugestaltete Interims-Dauerausstellung mit dem Titel „Zwischenlandung“ die Entwicklung militärischen Luftfahrt in Deutschland.
Die Geschichte des Luftwaffenstandortes Gatow, insbesondere die Rolle des Flugplatzes als Luftbrückenstützpunkt, wird in einem Seitenflügel des Hangars 3 dargestellt. Die Ausstellung hat den Titel „You can’t miss Gatow“. In einem weiteren Seitenflügel widmet sich die Ausstellung „Falkenstein zieht in den Krieg“ dem Luftkrieg im Ersten Weltkrieg.
Raum für kleinere Sonderausstellungen ist ebenfalls im Seitenflügel des Hangars 3 sowie im Erdgeschoss des Towergebäudes.
Da immer wieder Teile der Sammlung restauriert (z. B. Flugzeuge auf dem Freigelände) oder an andere Museen ausgeliehen werden, sind nicht immer alle Großexponate am Standort. Einige Großexponate wurden an das Luftfahrttechnische Museum Rechlin verliehen, damit sie weiterhin der Öffentlichkeit gezeigt werden können.
Der Hangar 1 dient als Restaurierungswerkstatt, die Hangars 5, 6, 7 und 8 sind Depots. Sie sind in der Regel für Besucher nicht zugänglich.
Das Museum verfügt noch über zwei jeweils 830 Meter lange Startbahnen, die zu den jährlichen Flugplatzfesten für Oldtimer und neue Exponatsflugzeuge geöffnet werden. Einige Exponate sind so eingeflogen worden, wie die C-160 „Transall“ oder die English Electric „Canberra“.
Langfristig ist geplant, die Hangars 3 und 4, das Towergebäude sowie die alte Feuerwache zu Ausstellungsflächen umzuwandeln. Im zukünftigen Konzept soll außerdem der derzeit nicht zugängliche Hangar 4 die Funktion eines zentralen Empfangsgebäudes erhalten.

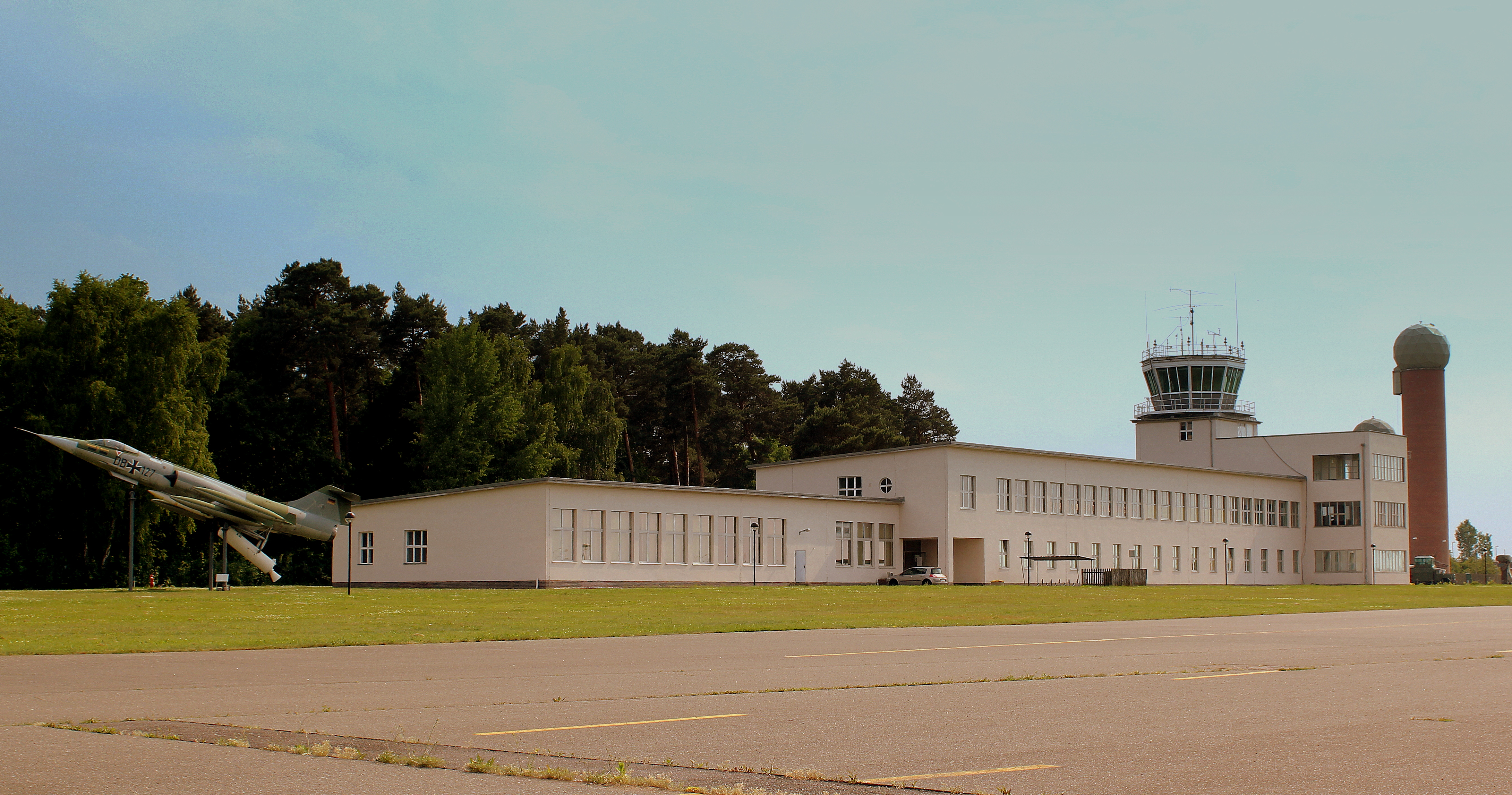
Tower Sonderausstellung
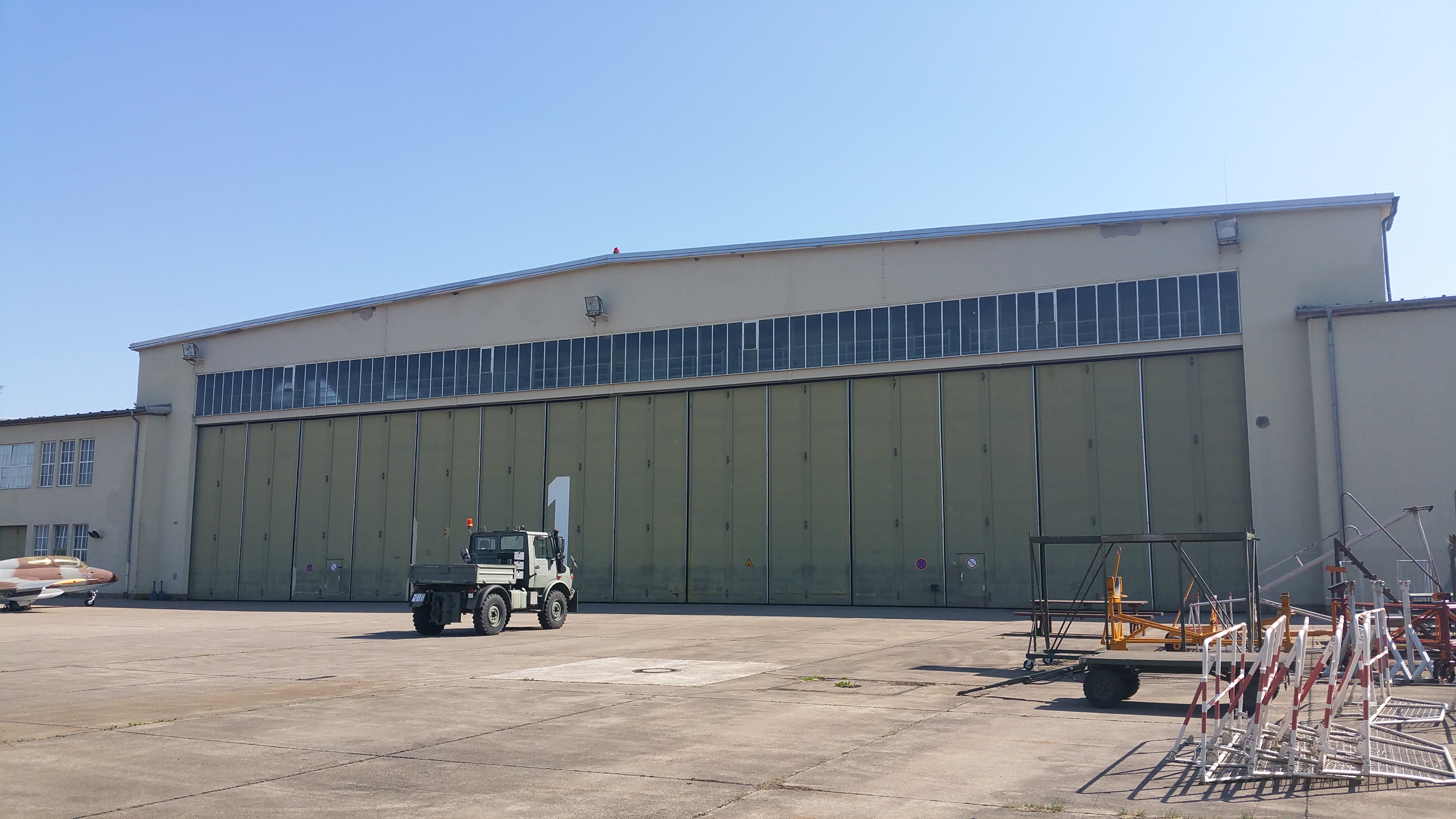
Hangar 1 Restaurierung
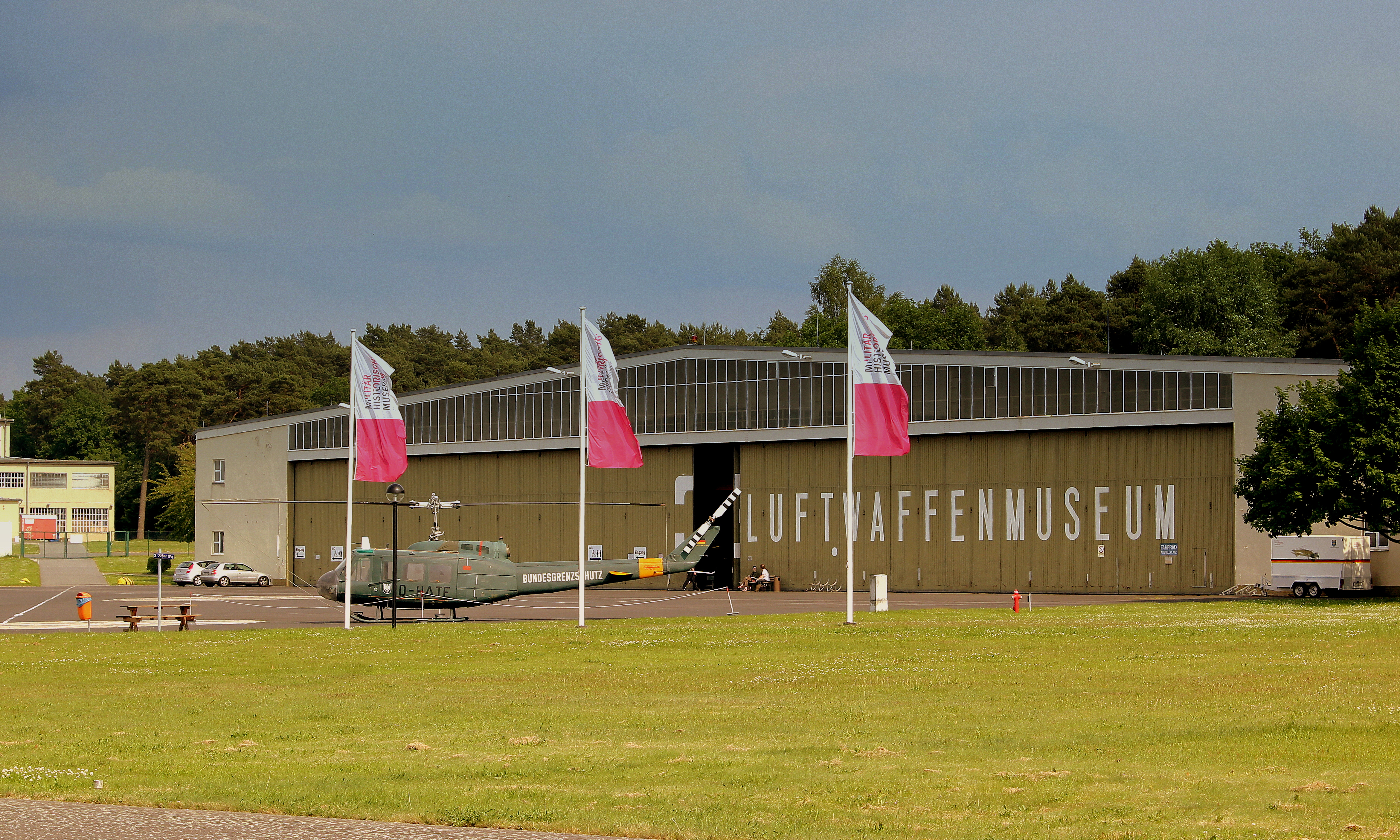
Hangar 3 Ausstellung
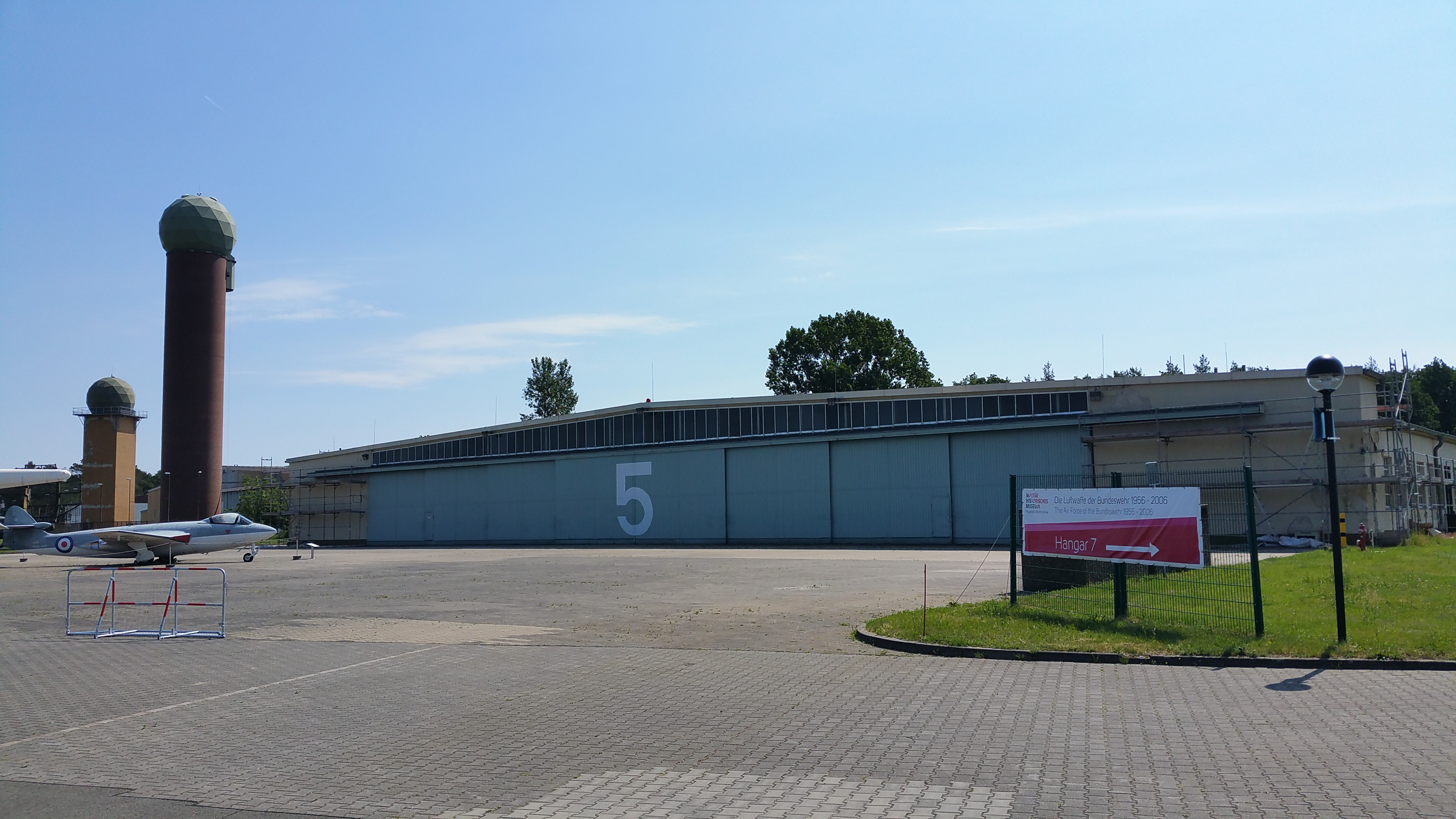
Hangar 5 Depot
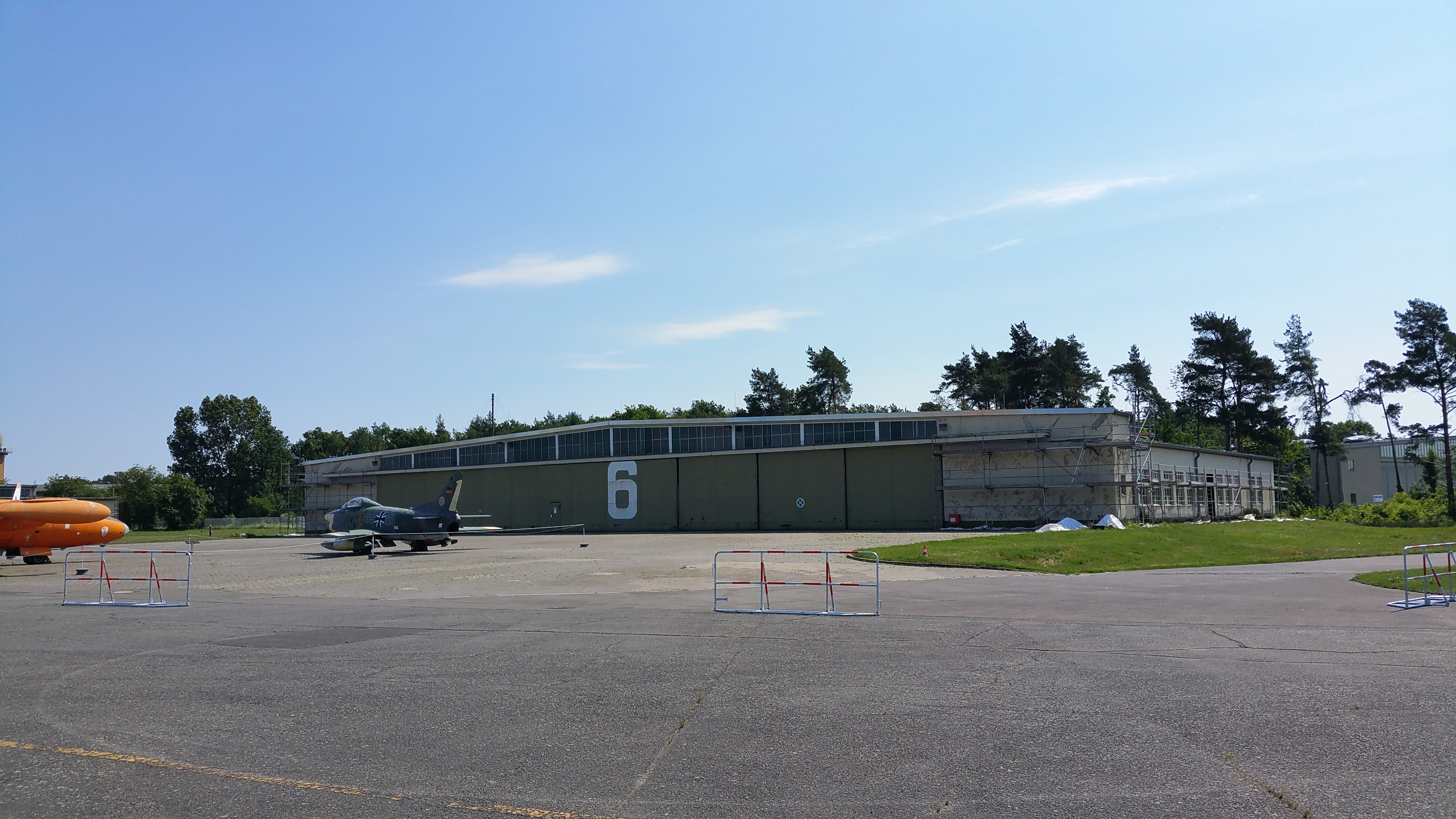
Hangar 6 Depot
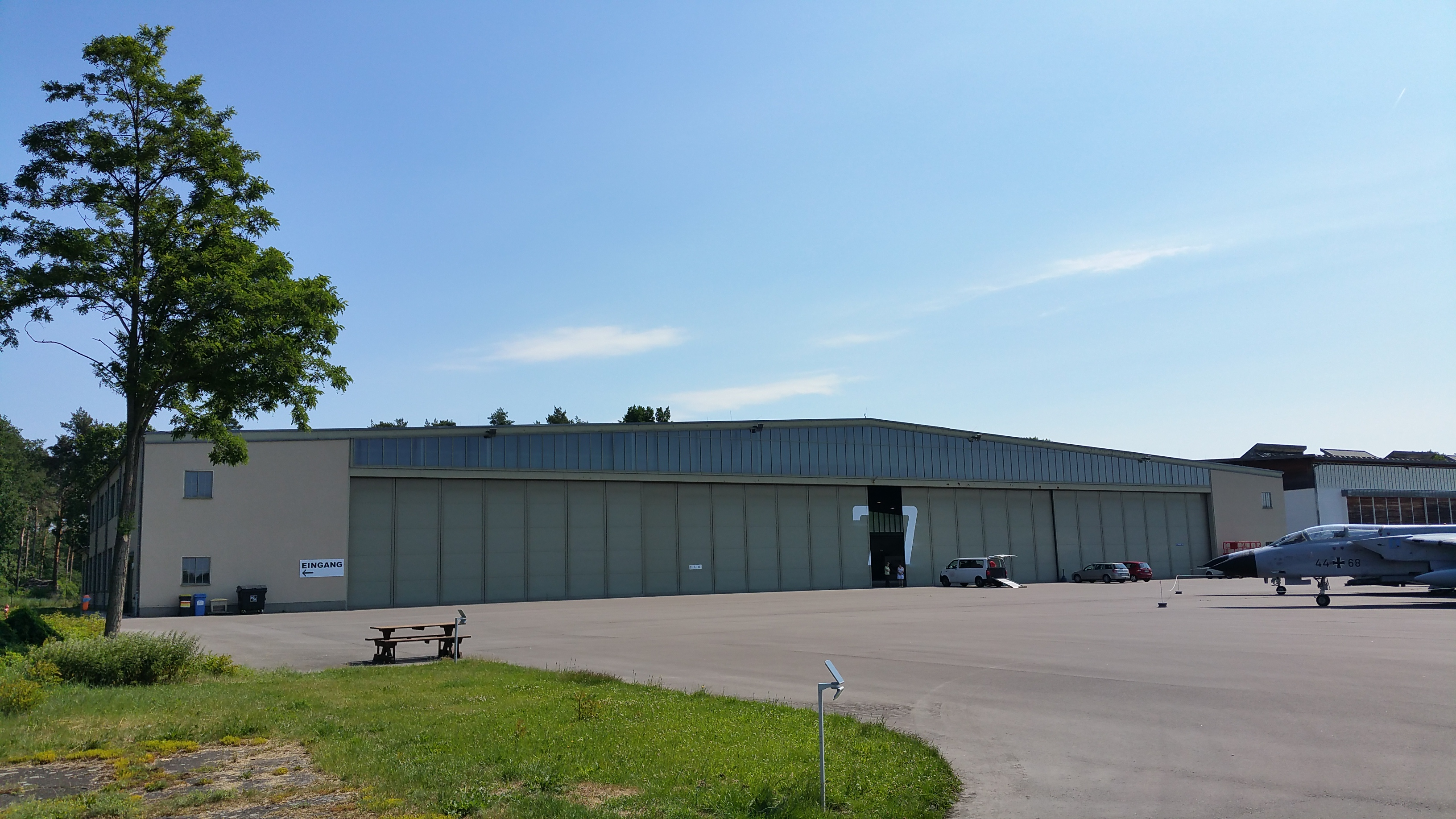
Hangar 7 Depot
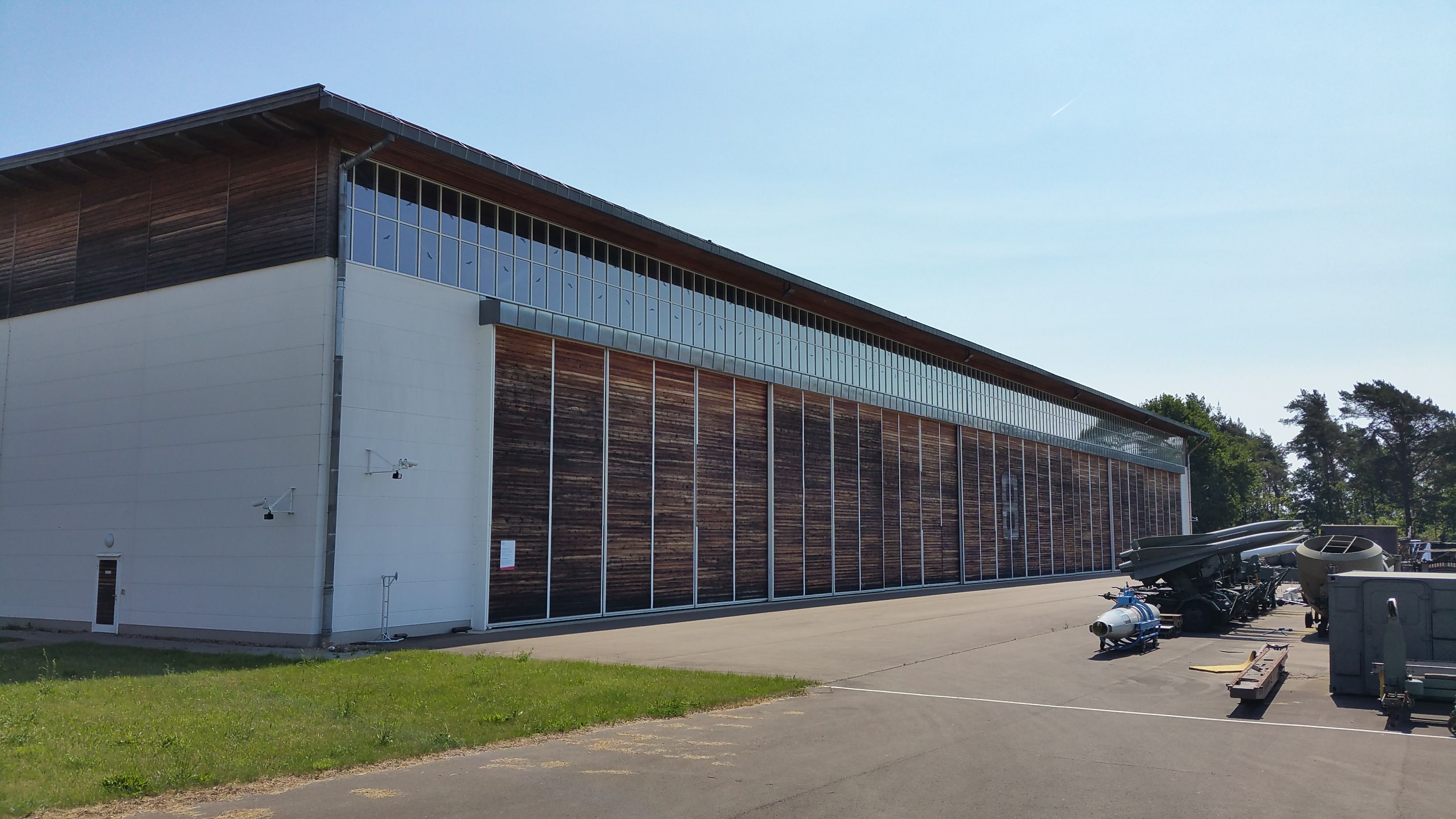
Hangar 8 Depot

## Großexponate

### Flugzeuge bis 1945
| zuletzt im Dienst       | Typ                                                     | Ort (Stand April 2018)                                                                          |  |
| ----------------------- | ------------------------------------------------------- | ----------------------------------------------------------------------------------------------- |  |
| Australien              | Douglas DC-3 C47 20DK                                   | Original A65-69 Leihnahme von: Deutsches Technikmuseum Berlin vor dem Tower                     |  |
| Vereinigtes Königreich  | Avro 504 K                                              | Nachbau                                                                                         |  |
| Deutsches Reich         | Bücker Bü 181                                           | verliehen nach Rechlin                                                                          |  |
| Deutsches Reich Spanien | Casa 2.111 (spanischer Lizenzbau einer Heinkel He 111E) | Leihgabe bis 25. Oktober 2015 an Museum Rotterdam, Rückbau zu He 111 Hangar 3                   |  |
| Deutsches Reich         | DFS 230                                                 | Nachbau verliehen nach Rechlin                                                                  |  |
| Frankreich              | Farman III                                              | Nachbau Hangar 3                                                                                |  |
| Deutsches Reich         | Fieseler Fi-156 „Storch“                                | Nachbau                                                                                         |  |
| Deutsches Reich         | Focke-Wulf Fw 190 A8                                    | Original Hangar 3                                                                               |  |
| Deutsches Reich         | Fokker D VII (F)                                        | Nachbau verliehen nach Rechlin                                                                  |  |
| Deutsches Reich         | Fokker Dr I                                             | Nachbau verliehen nach Rechlin                                                                  |  |
| Deutsches Reich         | Fokker E III                                            | Nachbau verliehen nach Rechlin                                                                  |  |
| Deutsches Reich         | Grunau Baby II                                          | Original                                                                                        |  |
| Deutsches Reich         | Halberstadt CL.IV                                       | Original Hangar 3 (Leihgabe des Deutschen Technikmuseums Berlin)                                |  |
| Deutsches Reich         | Junkers J 9 (DI)                                        | Nachbau verliehen nach Rechlin                                                                  |  |
| Deutsches Reich         | Junkers Ju 52/3m g4e                                    | Original Dauerhafte Leihgabe an: Museum des LTG-62 Wunstorf                                     |  |
| Deutsches Reich         | Etrich-Rumpler „Taube“                                  | Nachbau verliehen nach Rechlin                                                                  |  |
| Deutsches Reich         | Messerschmitt Bf 108 „Taifun“                           | Wrack                                                                                           |  |
| Deutsches Reich Spanien | Messerschmitt Bf 109 G-2                                | Rückbau aus einer spanischen HA-1109 K-1-L (mit Hispano-Suiza Triebwerk) verliehen nach Rechlin |  |
| Deutsches Reich         | Messerschmitt Me 163                                    | Original der 1. Staffel des Jagdgeschwaders 400 Hangar 3                                        |  |
| Deutsches Reich         | SG 38                                                   | Original Hangar 3                                                                               |  |
| Deutsches Reich         | Siebel Si 204                                           | Original Depot                                                                                  |  |
| Deutsches Reich         | Siemens-Schuckert D.III                                 | Nachbau verliehen nach Rechlin                                                                  |  |

### Flächenflugzeuge des westlichen Bündnisses (seit 1955)
| zuletzt im Dienst          | Typ / Kennzeichen                                        | Ort (Stand April 2018)                           |  |
| -------------------------- | -------------------------------------------------------- | ------------------------------------------------ |  |
| Bundesrepublik Deutschland | Breguet 1150 „Atlantic“ 61+17                            | Original Freigelände                             |  |
| Bundesrepublik Deutschland | Canadair CL-13B „Sabre“ Mk.6 D-9542                      | Original Freigelände                             |  |
| Frankreich                 | Dassault Mirage III 13-OL                                | Original Freigelände                             |  |
| Frankreich                 | Dassault Super Mystère 10-SA                             | Original Freigelände                             |  |
| Bundesrepublik Deutschland | Dassault/Dornier „Alpha Jet“ 41+50                       | Original Hangar 7                                |  |
| Vereinigtes Königreich     | DHC-1 Chipmunk T-10 WG466                                | Hangar 3                                         |  |
| Bundesrepublik Deutschland | Dornier Do-27 57+38                                      | Original                                         |  |
| Bundesrepublik Deutschland | Dornier Do-28 D-2 59+20                                  | Original Freigelände                             |  |
| Bundesrepublik Deutschland | Dornier Do-29 VA+101                                     | Dauerleihgabe ans Dornier-Museum Friedrichshafen |  |
| Bundesrepublik Deutschland | English Electric „Canberra“ 99+35                        | Original Restaurierung                           |  |
| Vereinigtes Königreich     | English Electric „Lightning“ F.2A XN730                  | Original Freigelände                             |  |
| Deutschland                | Eurofighter Typhoon                                      | Ehemaliger Prototyp DA5 98+30                    |  |
| Bundesrepublik Deutschland | Fairey Gannet AS.Mk4 UA+106                              | Original Hangar 3                                |  |
| Bundesrepublik Deutschland | Fiat G-91 R3 99+12                                       | Original Freigelände                             |  |
| Bundesrepublik Deutschland | Fiat G-91 R4 35+41                                       | Original Freigelände                             |  |
| Bundesrepublik Deutschland | Fiat G-91 T3 99+40                                       | Original Freigelände                             |  |
| Bundesrepublik Deutschland | Fouga Magister CM 170 014                                | Original                                         |  |
| Vereinigtes Königreich     | Gloster Meteor NF.11                                     | Original Freigelände                             |  |
| Vereinigtes Königreich     | Hawker „Harrier“ GR Mk.1 XV278                           | Original Freigelände                             |  |
| Vereinigtes Königreich     | Hawker „Sea Hawk“ Mk.4 WV865                             | Original Freigelände                             |  |
| Vereinigtes Königreich     | Hawker „Hunter“ F Mk.6 XG152                             | Original Freigelände                             |  |
| Bundesrepublik Deutschland | HFB 320 „Hansa-Jet“ ECM 16+26                            | Original Freigelände                             |  |
| Bundesrepublik Deutschland | Hunting Percival P.66 Pembroke C.Mk. 54 AS-558           | Original Freigelände                             |  |
| Bundesrepublik Deutschland | Lockheed F-104G „Starfighter“ 26+49                      | Original Freigelände                             |  |
| Bundesrepublik Deutschland | Lockheed F-104G „Starfighter“ 20+37                      | Original Hangar 3                                |  |
| Bundesrepublik Deutschland | Lockheed F-104G „Starfighter“ (mit Start-Booster) DB+127 | Original Freigelände (vor dem Towergebäude)      |  |
| Bundesrepublik Deutschland | Lockheed TF-104G „Starfighter“ 27+90                     | Original Freigelände                             |  |
| Bundesrepublik Deutschland | Lockheed F-104F „Starfighter“ 29+06                      | Original Hangar 7                                |  |
| Bundesrepublik Deutschland | Lockheed T-33A 9455                                      | Original Freigelände                             |  |
| Vereinigte Staaten         | Cessna T-37                                              | Original Hangar 7                                |  |
| Bundesrepublik Deutschland | McDonnell Douglas F-4F ”Phantom II“ 38+34                | Original Hangar 7                                |  |
| Bundesrepublik Deutschland | McDonnell Douglas RF-4E ”Phantom II“ 35+62               | Original Freigelände                             |  |
| Bundesrepublik Deutschland | Nord Aviation N2501D „Noratlas“ 99+14                    | Original Freigelände                             |  |
| Bundesrepublik Deutschland | North American F-86K „Sabre“ JD-249                      | Original Freigelände                             |  |
| Bundesrepublik Deutschland | North American T-6 „Harvard“ AA+615                      | Original                                         |  |
| Bundesrepublik Deutschland | Panavia „Tornado“ IDS 44+68                              | Original Hangar 3                                |  |
| Bundesrepublik Deutschland | Piaggio P.149 90+78                                      | Original Freigelände                             |  |
| Bundesrepublik Deutschland | Piper PA-18 Super Cub AS+525                             | Original                                         |  |
| Bundesrepublik Deutschland | Pützer Elster 97+03                                      | Original Depot                                   |  |
| Bundesrepublik Deutschland | Raab Doppelraab IV D-3547                                | Original Depot                                   |  |
| Bundesrepublik Deutschland | Republic F-84F „Thunderstreak“ DF-316                    | Original Hangar 7                                |  |
| Bundesrepublik Deutschland | Republic RF-84F „Thunderflash“ EB-344                    | Original Freigelände                             |  |
| Bundesrepublik Deutschland | Rockwell OV-10B „Bronco“ 99+33                           | Original Freigelände                             |  |
| Bundesrepublik Deutschland | C-160 „Transall“ 50+56                                   | Original Freigelände                             |  |

### Flächenflugzeuge des östlichen Bündnisses (seit 1955)
| zuletzt im Dienst | Typ / Kennzeichen                           | Ort (Stand April 2018)           |  |
| ----------------- | ------------------------------------------- | -------------------------------- |  |
| DDR               | Antonow An-2 822                            | Original Restaurierung           |  |
| DDR               | Antonow An-14 996                           | Original Flugplatzmuseum Cottbus |  |
| Deutschland       | Antonow An-26 52+09, ex 369                 | Original Freigelände             |  |
| DDR               | Iljuschin Il-28 208                         | Original Freigelände             |  |
| DDR               | Jakowlew Jak-11 225                         | Original                         |  |
| DDR               | Jakowlew Jak-18 25                          | Original                         |  |
| DDR               | Let L-29 „Delfin“ 311                       | Original Freigelände             |  |
| DDR               | Let L-39V „Albatros“ 28–48, ex 170          | Original Freigelände             |  |
| DDR               | Let L-410 UVP 53+10, ex 318                 | Original                         |  |
| Tschechoslowakei  | Mikojan-Gurewitsch MiG-15 bis 3905          | Original Freigelände             |  |
| DDR               | Mikojan-Gurewitsch MiG-17F 346              | Original Freigelände             |  |
| DDR               | Mikojan-Gurewitsch MiG-17 PF                | Original Freigelände             |  |
| DDR               | Mikojan-Gurewitsch MiG-21 bis 24+53, ex 990 | Original Museum Neuhardenberg    |  |
| DDR               | Mikojan-Gurewitsch MiG-21 M 596             | Original Freigelände             |  |
| DDR               | Mikojan-Gurewitsch MiG-21 UM 23–77, ex 256  | Original Freigelände             |  |
| DDR               | Mikojan-Gurewitsch MiG-21 F-13 645          | Original Freigelände             |  |
| DDR               | Mikojan-Gurewitsch MiG-23 BN 20–51, ex 710  | Original Freigelände             |  |
| DDR               | Mikojan-Gurewitsch MiG-23 MF 20–02, ex 577  | Original Freigelände             |  |
| DDR               | Mikojan-Gurewitsch MiG-29 G 29+03, ex 615   | Original Hangar 3                |  |
| DDR               | Suchoi Su-22 M-4 25+44, ex 798              | Original Freigelände             |  |
| DDR               | Zlín Z-43 D-ENVA, ex 17                     | Original Freigelände             |  |

### Hubschrauber
| zuletzt im Dienst          | Typ / Kennzeichen                  | Ort (Stand April 2018) |  |
| -------------------------- | ---------------------------------- | ---------------------- |  |
| Bundesrepublik Deutschland | Alouette II 76+03                  | Original Depot         |  |
| Bundesrepublik Deutschland | Alouette II 75+46                  | Original Depot         |  |
| Deutschland                | Bell UH-1D „Huey“ 71+42            | Original               |  |
| Deutschland                | Bell UH-1D „Huey“ BGS D-HATE       | Original Freigelände   |  |
| Bundesrepublik Deutschland | Boeing Vertol/Piasecki H-21 83+08  | Original Hangar 7      |  |
| Bundesrepublik Deutschland | Bristol 171 HR.52 „Sycamore“ 78+04 | Original               |  |
| Deutschland                | MBB Bo 105 98+20                   | Original Freigelände   |  |
| Deutschland                | MBB Bo 105                         | Original Freigelände   |  |
| DDR                        | Mil Mi-2 94+63, ex 393             | Original Freigelände   |  |
| DDR                        | Mil Mi-4 A 565                     | Original Freigelände   |  |
| Deutschland                | Mil Mi-8 S 93+51, ex 914           | Original Freigelände   |  |
| DDR                        | Mil Mi-8 T 93+14, ex 927           | Original Freigelände   |  |
| Deutschland                | Mil Mi-9 93+92, ex 411             | Original Freigelände   |  |
| DDR                        | Mil Mi-24 D 5211, ex 521           | Original Freigelände   |  |
| DDR                        | Mil Mi-24 P 96+43, ex 387          | Original Freigelände   |  |
| Bundesrepublik Deutschland | Saunders Roe „Skeeter“             | Original               |  |
| Bundesrepublik Deutschland | Sikorsky H-34G 80+34               | Original Hangar 7      |  |

### Unbemannte Systeme
| zuletzt im Dienst                             | Typ                                                 | Ort (Stand April 2018)              |  |
| --------------------------------------------- | --------------------------------------------------- | ----------------------------------- |  |
| Bundesrepublik Deutschland                    | Canadair CL-89 (AN/USD-501)                         | Original Hangar 7                   |  |
| Bundesrepublik Deutschland                    | Canadair CL-289 (AN/USD-502)                        | Original Hangar 3                   |  |
| Bundesrepublik Deutschland                    | EADS Do-DT 25                                       | Original Hangar 3                   |  |
| Deutsches Reich                               | Fieseler Fi 103 „V1“                                | Hangar 3                            |  |
| Deutsches Reich                               | Fritz X                                             | Original                            |  |
| Deutsches Reich                               | Henschel Hs 293 A-1                                 | Original                            |  |
| Bundesrepublik Deutschland Vereinigte Staaten | TM-61C „Matador“                                    | Original Freigelände (vor Hangar 7) |  |
| Bundesrepublik Deutschland                    | Boden-Boden Kurzstreckenrakete Pershing 1A          | Original Freigelände (vor Hangar 7) |  |
| Bundesrepublik Deutschland                    | TUCAN-95 (Vorgänger des KZO)                        | Original Hangar 7                   |  |
| Deutsches Reich                               | Rauchspurautomat 160, Schwarz-Propellerwerke Berlin | Original                            |  |
| Bundesrepublik Deutschland                    | Q2 (FM) Kleinzieldarstellungsdrohne                 | Original Hangar 7                   |  |

### Bodengestützte Flugabwehr- und Radarsysteme
| zuletzt im Dienst          | Typ                                           | Ort (Stand April 2018)              |  |
| -------------------------- | --------------------------------------------- | ----------------------------------- |  |
| Deutsches Reich            | 2-cm-Flak 38                                  | Original Hangar 3                   |  |
| Bundesrepublik Deutschland | Rheinmetall Flak 20 mm Zwilling               | Original Hangar 7                   |  |
| DDR                        | ZU 23/2                                       | Original                            |  |
| Bundesrepublik Deutschland | 40-mm-Bofors-Geschütz                         | Original                            |  |
| Deutsches Reich            | Flak 8,8                                      | Original Hangar 3                   |  |
| Deutsches Reich            | 150 cm Flak-Scheinwerfer 34                   | Original                            |  |
| Bundesrepublik Deutschland | Nike Hercules                                 | Original Freigelände                |  |
| DDR                        | S-200 „Wega“                                  | Original Freigelände                |  |
| Bundesrepublik Deutschland | LFK „Hawk“                                    | Original Hangar 3                   |  |
| Bundesrepublik Deutschland | Ladefahrzeug XM 501 für LFK Hawk              | Original                            |  |
| Bundesrepublik Deutschland | MIM-104 Patriot                               | Original Freigelände                |  |
| DDR                        | S-75 „Dwina“                                  | Original Freigelände                |  |
| DDR                        | Petschora S-125M                              | Original Freigelände                |  |
| Bundesrepublik Deutschland | „Roland 2“                                    | Original Freigelände (vor Hangar 7) |  |
| Deutsches Reich            | Flakortungsgerät FuMG 65 „Würzburg Riese“     | Original Freigelände                |  |
| Bundesrepublik Deutschland | Rundsuchradargerät ASR-B                      | Original Freigelände                |  |
| Bundesrepublik Deutschland | Radaranlage BWB 23342 ARTUS Typ ME 0632 GxJ/2 | Original Freigelände                |  |
| Bundesrepublik Deutschland | Flugsicherungstechnik FPN-36 (Radar)          | Original Freigelände                |  |
| Bundesrepublik Deutschland | Flugsicherungstechnik NP 510 (UHF-Peiler)     | Original Freigelände (vor Hangar 7) |  |
| Bundesrepublik Deutschland | Flugsicherungstechnik PAR-C (Radar)           | Original Freigelände                |  |
| DDR                        | KRTP-86 TAMARA                                | Original Freigelände                |  |
| Vereinigte Staaten         | Westinghouse AN/TPS-43                        | Original Freigelände                |  |
| DDR                        | Ramona KRTP-81/81M                            | Original Freigelände                |  |
| DDR                        | Ural-375A mit Sekundärradar 1L22 Parol        | Original Freigelände                |  |

### Bodendienstgeräte
| zuletzt im Dienst          | Typ                                               | Ort (Stand April 2018)                  |  |
| -------------------------- | ------------------------------------------------- | --------------------------------------- |  |
| BRD                        | MAN 630 5t t-mil mit Kofferaufsatz („Feld-Tower“) | Original Freigelände (vor Towergebäude) |  |
| Bundesrepublik Deutschland | Mobile Flugsicherungsanlage FSA-90                | Original Freigelände (vor Towergebäude) |  |
| Bundesrepublik Deutschland | Clarktor CT 30 Pushback Tractor                   | Original Hangar 7                       |  |
| Bundesrepublik Deutschland | DKW Munga 4 (Typ F91/4)                           | Original Hangar 7                       |  |
| Bundesrepublik Deutschland | Kalibrierlabor Auflieger                          | Original Hangar 3                       |  |
| Deutsches Reich            | NSU Kettenkraftrad HK 101                         | Original                                |  |
| Bundesrepublik Deutschland | Hercules K 125 BW                                 | Original Hangar 7                       |  |
| Bundesrepublik Deutschland | Magirus-Deutz Tankzug                             | Original Freigelände                    |  |
| Bundesrepublik Deutschland | MAN Habeng Enteisungsfahrzeug                     | Original Freigelände                    |  |
| Bundesrepublik Deutschland | MJ1 VW Bombenhebewagen                            | Original Hangar 7                       |  |
| DDR                        | Kleinkübelwagen P 601 A                           | Original Hangar 7                       |  |
| Bundesrepublik Deutschland | VW Typ 181                                        | Original Hangar 7                       |  |
| DDR                        | Ural-4320                                         | Original Freigelände                    |  |

### Triebwerke
| zuletzt im Dienst          | Typ                                               | Ort                                         |  |
| -------------------------- | ------------------------------------------------- | ------------------------------------------- |  |
| Deutsches Reich            | Oberursel U.1, 9-Zylinder Umlauf-Sternmotor       | Hangar 3                                    |  |
| Vereinigtes Königreich     | Clerget Humber BR-1, 9-Zylinder-Umlauf-Sternmotor | Hangar 3 (Nebenraum)                        |  |
| Deutsches Reich            | BMW 801 D                                         | Hangar 3                                    |  |
| Deutsches Reich            | Daimler-Benz DB 603 A                             | Original unrestauriert Depot                |  |
| Deutsches Reich            | Daimler-Benz DB 605 A                             | Original Hangar 3 (Nebenraum)               |  |
| Deutsches Reich            | Junkers Jumo 213 AG-1                             | Original Hangar 3                           |  |
| Deutsches Reich            | BMW 003                                           | Hangar 3 (Nebenraum)                        |  |
| Deutsches Reich            | Junkers Jumo 004                                  | Original unrestauriert Hangar 3 (Nebenraum) |  |
| Deutsches Reich            | Walter HWK 109-500                                | Original Hangar 3 (Nebenraum)               |  |
| Deutsches Reich            | Walter HWK 109-509A                               | Original Hangar 3 (Nebenraum)               |  |
| Vereinigte Staaten         | Allison J33                                       | Original Hangar 3 (Nebenraum)               |  |
| Vereinigtes Königreich     | Armstrong Siddeley Double Mamba-ASMD-3            | Original Depot Triebwerkssammlung           |  |
| Sowjetunion                | Klimow RD-33                                      | Original Depot Triebwerkssammlung           |  |
| Sowjetunion                | Klimow TW3-117                                    | Original Depot Triebwerkssammlung           |  |
| Sowjetunion                | Klimow WK-1A                                      | Original Hangar 3 (Nebenraum)               |  |
| Vereinigte Staaten         | General Electric J79-GE-11A                       | Original Depot Triebwerkssammlung           |  |
| Sowjetunion                | Ljulka AL-21 F3                                   | Original Depot Triebwerkssammlung           |  |
| Bundesrepublik Deutschland | Turbo-Union RB199                                 | Original Depot Triebwerkssammlung           |  |